# 亨利·登茨
亨利·费尔南·登茨（法語：Henri Fernand Dentz，1881年12月16日—1945年12月13日）是一个法国将领。在第二次世界大战法国投降之后，他开始服役于维希法国的军队。

## 军旅生涯

### 敘利亞-黎巴嫩戰場
作为黎凡特军队的总司令和黎凡特高级专员，登茨负责保护法国在叙利亚和法国在黎巴嫩的利益。登茨指挥了一支约45,000人的军队。
维希当局允许德国空军和意大利皇家空军的飞机在叙利亚和黎巴嫩加油。因此盟军决定夺取叙利亚和黎巴嫩这两块战略要地。
1941年6月8日，在亨利·威尔逊爵士的指挥下，约有2万名由澳大利亚人、印度人、自由法国人和英国人组成的军队从英属巴勒斯坦和伊拉克进攻叙利亚和黎巴嫩，随后发生了激烈的战斗。登茨所指挥的维希法国军队在13天内屡战屡败，最终于1941年6月21日叙利亚首都大马士革被攻克。
黎巴嫩的战斗仍在继续，但维希部队继续失势。到7月，澳大利亚人正在靠近贝鲁特。黎巴嫩首都贝鲁特被盟军攻占意味着战役即将结束。1941年7月10日，当澳大利亚第21旅即将进入贝鲁特时，登茨寻求停战。 在1941年7月12日午夜过了一分钟，停火生效。 在停火期间，登茨命令船只和飞机在他的指挥下前往土耳其，在那里，他们被土耳其当局扣留。
结果不出所料，1941年7月10日的停火结束了这场战斗。1941年7月14日签署了停战协议，称为圣让达克尔休战协议。在这场战役之后，共有37,736名维希法国战俘在冲突中幸存下来。 大多数人选择被遣返回法国本土，而不是加入自由法国。

## 战后与死亡
1945年1月，登茨因为帮助轴心国而以叛国罪被判处死刑，后来法兰西临时政府总统戴高乐将其减刑为无期徒刑。但是其在1945年12月13日服刑不久之后就因病死于狱中。